# Oedemera tristis
Espèce
Synonymes
- Oedemera (Oedemera) tristis Schmidt, 1846[1]

Oedemera tristis est une espèce d'insectes coléoptères de la famille des Oedemeridae, répandue en Europe.

## Description
C'est un insecte allongé au corps mou et noir. Les mâles possèdent d'importantes cuisses (métafémurs) postérieures renflées. Les élytres sont divergents à leur extrémité et dévoilent les ailes.

## Biologie et écologie
Oedemera tristis est phytophage. Il se nourrit du nectar et du pollen des fleurs des plantes herbacées (pissenlit, renoncules boutons-d'or…) ; les larves sont xylophages.
Il est courant dans les prairies fleuries où les adultes sont visibles d'avril à août.

## Habitats
Prairies, lisières forestières.